# Cybernetyka wojskowa
Cybernetyka wojskowa – dział cybernetyki zajmujący się opracowaniem zasad i zaleceń praktycznych, których celem jest doskonalenie procesów dowodzenia i kierowania uzbrojeniem poprzez wprowadzanie i wykorzystywanie osiągnięć z zakresu teorii informacji i komputerów.